# له دوک تو
له دوک تو (ویتنامی: Lê Đức Thọ؛ ۱۴ اکتبر ۱۹۱۱ – ۱۳ اکتبر ۱۹۹۰) یک ارتشبد، دیپلمات، سیاست‌مدار و انقلابی اهل ویتنام بود.
جایزه صلح نوبل سال ۱۹۷۳ میلادی به طور مشترک به وزیر امور خارجه ایالات متحده آمریکا، هنری کیسینجر و له دوک تو برای تشریک مساعی در مذاکرات پیمان صلح پاریس اهدا شد؛ اما این انقلابی ویتنامی آن را نپذیرفت.او اولین آسیایی بود که جایزه صلح نوبل به او اهدا شد.